# Racquetball na Igrzyskach Panamerykańskich 2019
Racquetball na Igrzyskach Panamerykańskich 2019 odbywało się w dniach 2–10 sierpnia 2019 roku w Villa Deportiva Regional w Callao. Sześćdziesięciu zawodników obojga płci rywalizowało łącznie w sześciu konkurencjach indywidualnych i zespołowych.

## Podsumowanie

### Klasyfikacja medalowa
| Klasyfikacja medalowa | Klasyfikacja medalowa | Klasyfikacja medalowa | Klasyfikacja medalowa | Klasyfikacja medalowa | Klasyfikacja medalowa |
| Miejsce               | państwo               | Złoto                 | Srebro                | Brąz                  | Razem                 |
| --------------------- | --------------------- | --------------------- | --------------------- | --------------------- | --------------------- |
| 1                     | Meksyk                | 5                     | 1                     | 1                     | 7                     |
| 2                     | Boliwia               | 1                     | 1                     | 2                     | 4                     |
| 3                     | Argentyna             | 0                     | 2                     | 2                     | 4                     |
| 4                     | Kolumbia              | 0                     | 1                     | 2                     | 3                     |
| 5                     | Gwatemala             | 0                     | 1                     | 0                     | 1                     |
| 6                     | Stany Zjednoczone     | 0                     | 0                     | 4                     | 4                     |
| 7                     | Kostaryka             | 0                     | 0                     | 1                     | 1                     |
| Razem                 | Razem                 | 6                     | 6                     | 12                    | 24                    |

### Medaliści
| Konkurencja    | 1. miejsce                                                  | 2. miejsce                                      | 3. miejsce\|} |           |
| Mężczyźni      | Mężczyźni                                                   | Mężczyźni                                       | Mężczyźni | Mężczyźni |
| -------------- | ----------------------------------------------------------- | ----------------------------------------------- | --- | --------- |
| Gra pojedyncza | Rodrigo Montoya                                             | Álvaro Beltrán                                  | Conrrado Moscoso Mario Mercado                                                                                            |           |
| Gra podwójna   | Meksyk · Javier Mar · Rodrigo Montoya                       | Boliwia · Conrrado Moscoso · Roland Keller      | Stany Zjednoczone · Rocky Carson · Charles Pratt Kostaryka · Andres Acuña · Felipe Camacho                                |           |
| Drużynowo      | Boliwia · Carlos Keller · Conrrado Moscoso · Roland Keller  | Kolumbia · Sebastian Franco · Mario Mercado     | Stany Zjednoczone · Jake Bredenbeck · Rocky Carson · Charles Pratt Meksyk · Alvaro Beltran · Javier Mar · Rodrigo Montoya |           |
| Kobiety        |                                                             |                                                 | |           |
| Gra pojedyncza | Paola Longoria                                              | Maria Jose Vargas                               | Natalia Mendez Adriana Riveros                                                                                            |           |
| Gra podwójna   | Meksyk · Paola Longoria · Samantha Salas                    | Gwatemala · Gabriela Martinez · Maria Rodriguez | Stany Zjednoczone · Kelani Lawrence · Rhonda Rajsich Argentyna · Natalia Mendez · Maria Jose Vargas                       |           |
| Drużynowo      | Meksyk · Paola Longoria · Montserrat Mejia · Samantha Salas | Argentyna · Natalia Mendez · Maria Jose Vargas  | Stany Zjednoczone · Kelani Lawrence · Rhonda Rajsich Boliwia · Angelica Barrios · Valeria Centellas · Jenny Daza          |           |